# Olympische Winterspiele 2010/Teilnehmer (Ungarn)
| Gelbes Symbol für Goldmedaillen mit stilisierten Olympischen Ringen | Graues Symbol für Silbermedaillen mit stilisierten Olympischen Ringen | Braundes Symbol für Bronzemedaillen mit stilisierten Olympischen Ringen |
| ------------------------------------------------------------------- | --------------------------------------------------------------------- | ----------------------------------------------------------------------- |
| —                                                                   | —                                                                     | —                                                                       |

Ungarn nahm an den Olympischen Winterspielen 2010 im kanadischen Vancouver mit 16 Sportlern in fünf Sportarten teil.

## Flaggenträger

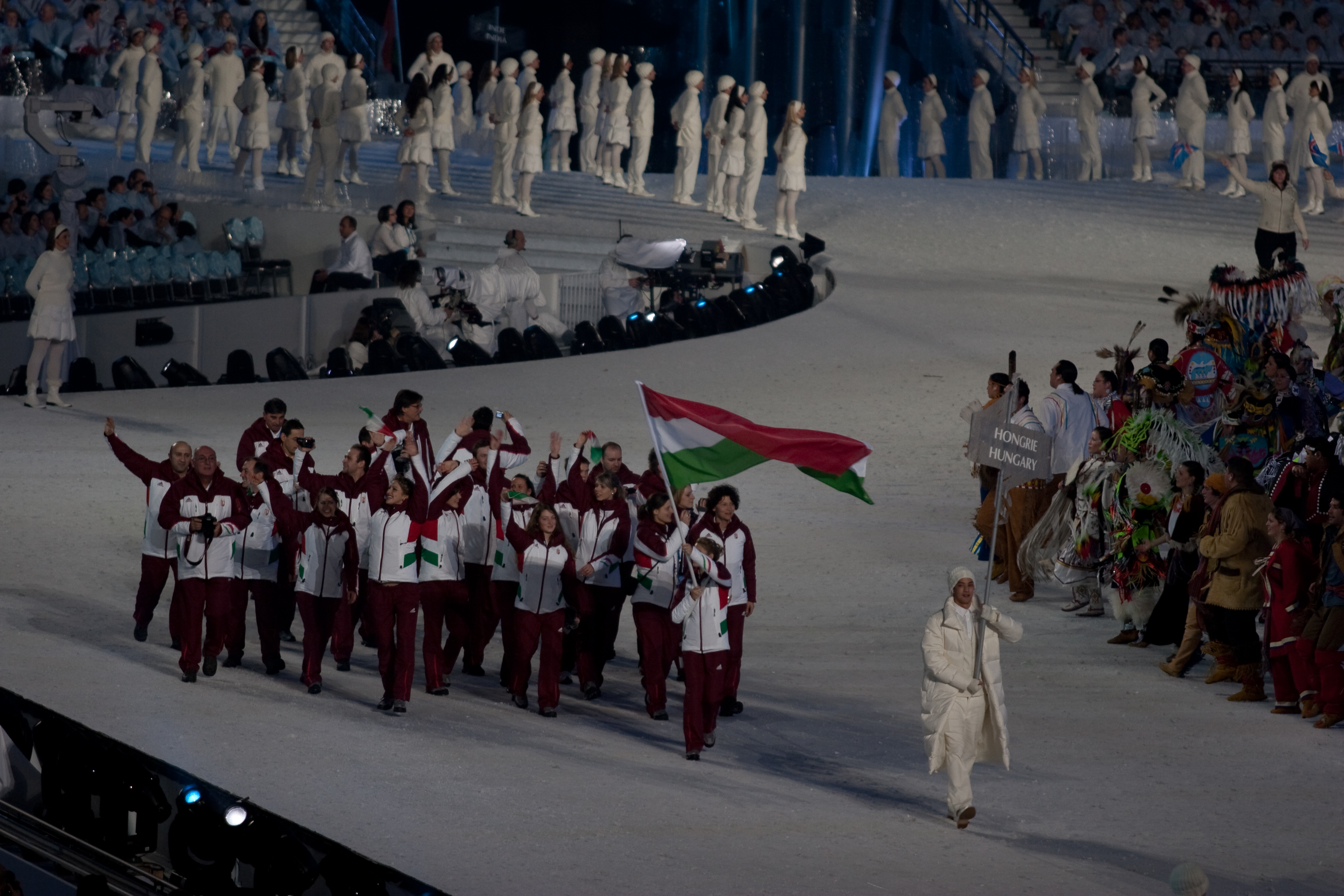
Einmarsch der ungarischen Delegation

Die Eiskunstläuferin Júlia Sebestyén trug die Flagge Ungarns während der Eröffnungsfeier im BC Place Stadium.

## Teilnehmer nach Sportarten

### Biathlon
Männer
- Imre Tagscherer
Sprint: 80. Platz

### Eiskunstlauf
Damen
| Athleten        | Kurzprogramm | Kurzprogramm | Kür    | Kür  | Punkte | Rang |
| Athleten        | Punkte       | Rang         | Punkte | Rang | Punkte | Rang |
| --------------- | ------------ | ------------ | ------ | ---- | ------ | ---- |
| Júlia Sebestyén | 57,46        | 13.          | 93,80  | 16.  | 151,26 | 17.  |

Eistanz
| Athleten                      | Pflichttanz | Pflichttanz | Originaltanz | Originaltanz | Kürtanz | Kürtanz | Punkte | Rang |
| Athleten                      | Punkte      | Rang        | Punkte       | Rang         | Punkte  | Rang    | Punkte | Rang |
| ----------------------------- | ----------- | ----------- | ------------ | ------------ | ------- | ------- | ------ | ---- |
| Nóra Hoffmann / Maxim Zavozin | 31,90       | 13.         | 51,22        | 13.          | 84,11   | 13.     | 167,23 | 13.  |

### Shorttrack
Männer
- Péter Darázs
500 m: 22. Platz
1500 m: 19. Platz
- Viktor Knoch
500 m: 25. Platz
1000 m: 21. Platz
1500 m: 30. Platz

Frauen
- Rózsa Darázs
1500 m: 33. Platz
3000-m-Staffel: 5. Platz
- Bernadett Heidum
1000 m: 9. Platz
1500 m: 23. Platz
3000-m-Staffel: 5. Platz
- Erika Huszár
500 m: 19. Platz
1000 m: 29. Platz
1500 m: 6. Platz
3000-m-Staffel: 5. Platz
- Andrea Keszler
3000-m-Staffel: 5. Platz
- Szandra Lajtos

### Ski Alpin
Männer
- Márton Bene
Slalom: im 1. Lauf ausgeschieden

Frauen
- Anna Berecz
Abfahrt: 35. Platz
Kombination: 27. Platz
Slalom: 45. Platz
- Zsófia Döme
Super-G: 36. Platz
Slalom: 44. Platz

### Skilanglauf
Männer
- Zoltán Tagscherer
15 km Freistil: 81. Platz

Frauen
- Vera Viczián
10 km Freistil: 75. Platz